# أليس وايت
أليس وايت (بالإنجليزية: Alice White) (و. 1904 – 1983 م) هي ممثلة أفلام، وممثلة، من الولايات المتحدة الأمريكية، ولدت في باترسون، توفيت في لوس أنجلوس، عن عمر يناهز 79 عاماً بسبب سكتة دماغية.

## التعليم
تعلمت في كلية رونوك ‏.

## وصلات خارجية
- أليس وايت على موقع IMDb (الإنجليزية)
- أليس وايت على موقع تيرنر كلاسيك موفيز (الإنجليزية)
- أليس وايت على موقع أول موفي (الإنجليزية)
- أليس وايت على موقع إن إن دي بي (الإنجليزية)
- أليس وايت على موقع قاعدة بيانات الفيلم (الإنجليزية)